# Молочні страви
Молочні страви — в Україні споживалися щодня, за винятком постів. Найпоширенішою стравою було свіже коров'яче молоко, кип'ячене або парене у печі. На свіжому молоці варили каші, локшину, ним заправляли картоплю, полуднували. З пареного молока робили ряжанку. Так само часто споживали кисляк. З нього відтоплювали сир, який споживали як окрему страву і використовували як начинку для вареників, пирогів, налисників. Сироваткою з сиру заправляли борщі, з нею варили каші, нею вчиняли хліб, пироги, млинці, оладки тощо. З вершків, зібраних з молока чи кисляку, збивали масло у спеціальних маслобійках або у високих макітрах. Маслянку (околотину) вживали так само, які сироватку. Сметану й масло використовували як забіл до борщу, каш, юшки, вареників, галушок. Менше вживали козяче молоко, яке майже повністю йшло у їжу без переробки. У районах розвинутого вівчарства (Карпати, Буковина, Середнє і Південне Подністров'я) виготовляли бринзу (бриндзю). Овече молоко зсідали за допомогою глягу (глєгу) зі шлунку молодого ягняти, потім сир збирали, відціджували, солили. Бринза була незамінним харчовим запасом у дорозі, з нею споживали мамалиґу тощо. Нині бринзу виготовляють головним чином у гірських районах Карпат.